# 田部長右衛門 (23代)

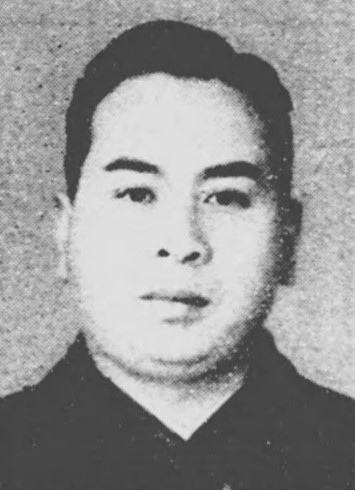
二十三代　田部長右衛門（田部朋之）

23代 田部 長右衛門（たなべ ちょうえもん、1906年（明治39年）3月25日 - 1979年（昭和54年）9月15日）は、日本の実業家・政治家。衆議院議員。島根県知事。奥出雲の山林大地主で「たたら御三家」の一つ「田部家」の第23代当主。名は朋之。号は松露亭。茶室「明々庵」の再建や「田部美術館」の設立など文化振興にも尽力した。竹下登元首相も彼が支援した政治家の一人である。

## 略年譜

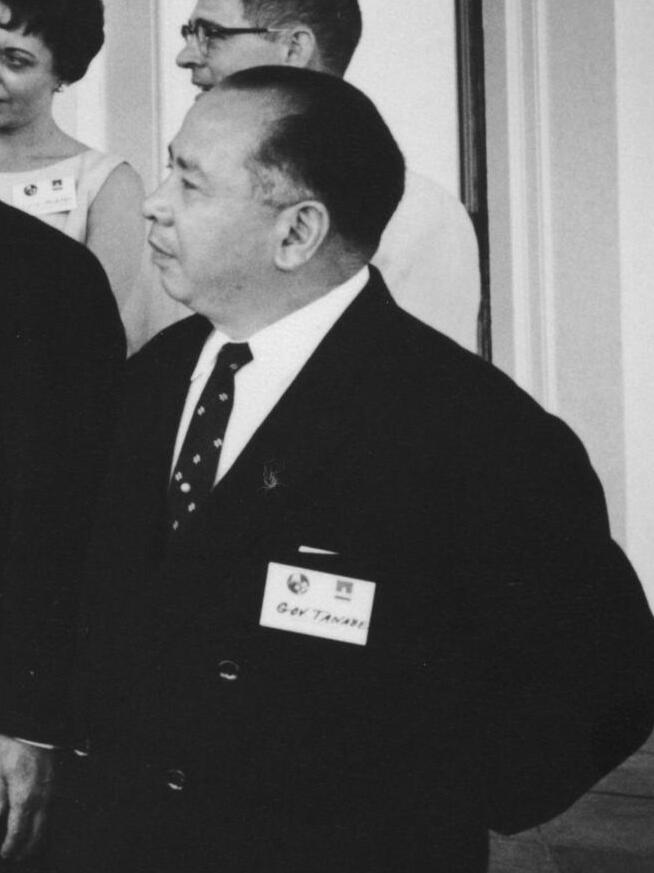
1962年5月21日、ホワイトハウスにて

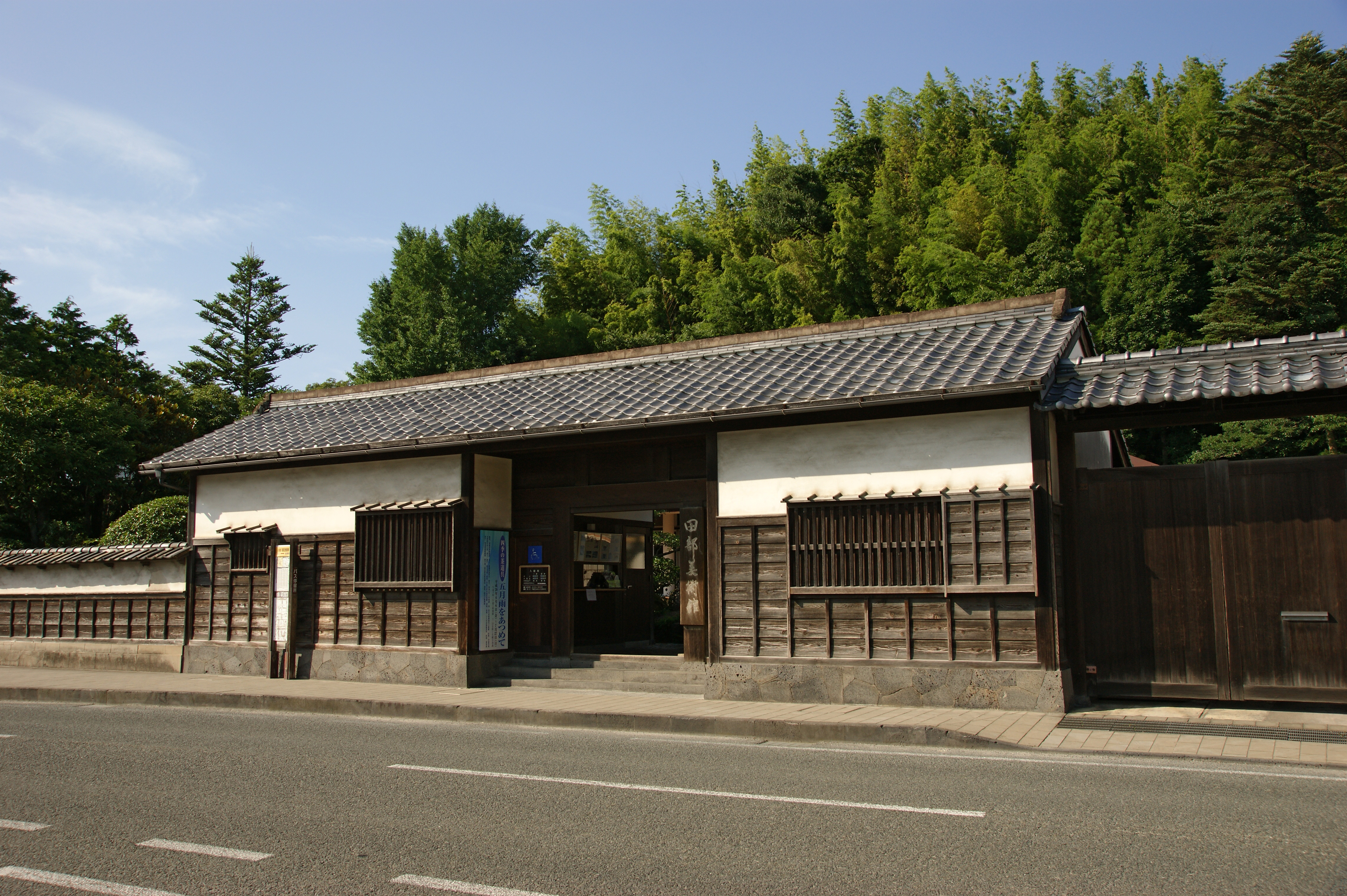
田部美術館

- 1906年（明治39年）

3月25日 - 島根県飯石郡吉田村（現・雲南市）・田部長右衛門 (22代)の次男に生まれる。
- 1924年（大正13年）

3月 - 松江中学校卒業。
4月 - 慶應義塾高等部入学。
- 1925年（大正14年）

4月 - 旧制新潟高等学校へ転校。
- 1929年（昭和4年）

3月 - 旧制新潟高等学校卒業。
4月 - 京都帝国大学経済学部入学。
- 1931年（昭和6年）

4月 - 島根県能義郡広瀬町（現・安来市）秦壮右衛門長女喬子と結婚。
- 1933年（昭和8年）

- 京都帝国大学経済学部卒
- 1940年（昭和15年）

4月 - 松乃舎病院（現・島根県立中央病院）創設。地域住民の保健医療の充実のため私財を投じ建設。
11月 - 松陽新報社社主・社長。
- 1942年（昭和17年）

1月 - 島根新聞社（旧・松陽新報社、現・山陰中央新報社）取締役社長。1946年（昭和21年）2月 - 同社社主。1951年（昭和26年）8月 - 同社代表取締役。9月 - 同社代表取締役会長。
4月 - 衆議院議員。第二十一回総選挙に当たり、島根県第一選挙区から立候補、第一位当選。
6月 - 衆議院農林委員。
10月 - 満州国建国十周年記念式典参列。
- 1943年（昭和18年）

7月 - 衆議院大蔵委員。
- 1944年（昭和19年）

7月 - 島根県地方木材会社社長。
- 1945年（昭和20年）

6月 - 島根県飯石郡吉田村村長。
- 1946年（昭和21年）

2月 - 翼賛政治体制協議会の推薦議員のため公職追放の該当者になる。
5月 - 松江美術工芸研究所創立。
- 1947年（昭和22年）

10月 - 日新林業株式会社創立、社長就任。日新グループの総帥として後進指導にあたる。
- 1951年（昭和26年）

8月 - 追放解除となる。
10月 - 島根県森林審議会会長。
- 1952年（昭和27年）

8月 - 松江ロータリークラブ創立、初代会長に就任。
11月 - 島根県柔道連盟会長。
- 昭和28年（1953年）

4月 - 島根県木材協会会長。
9月 - 出雲大社第一次（拝殿工事）復興奉賛会副会長として新拝殿の再建に尽くし自ら募財運動の先頭に立つ。
35年3月第二次（庁の舎）再建奉賛会会長として焼失した庁の舎復興に乗り出す。
- 1954年（昭和29年）

8月 - ボーイスカウト島根連盟長。
- 1956年（昭和31年）

1月 - 自由民主党島根県支部連合会長。
10月 - 島根県森林土木協会設立、会長に就任。
- 1959年（昭和34年）

4月 - 島根県知事（1期）。
- 1962年（昭和37年）

- 島根県開発公社設立、理事長に就任。
- 1963年（昭和38年）

4月 - 島根県知事（2期）。
- 1964年（昭和39年）

7月 - 島根県社会福祉事業団を設立。
- 1966年（昭和41年）

11月 - 中国五県訪韓経済視察団団長として訪韓。対韓貿易の促進を図る。
- 1967年（昭和42年）

4月 - 島根県知事（3期）。
6月 - 樹徳産業株式会社設立、取締役会長に就任。
- 1971年（昭和46年）

4月 - 第22回｢全国稙樹祭｣を誘致。
- 1973年（昭和48年）

1月 - 中国山地大規模林業圏開発推進協議会会長に就任。
- 1974年（昭和49年）

2月 - 日本放送協会経営委員。
4月 - 佐太神社御造営奉賛会総裁に就任。
10月 - 全国大規模林業圏開発推進連盟副会長に就任。
- 1976年（昭和51年）

2月 - 熊野大社御造営奉賛会名誉会長に就任。
3月 - 財団法人島根難病研究所理事長に就任。
- 1977年（昭和52年）

12月 - 社団法人日本学士会理事。
- 1979年（昭和54年）

6月 - 財団法人田部美術館設立。
9月 - 没。戒名は誠実院朋願釈教歓居士

## 人物像
祖父と同じ部屋で寝起きしていたため､大ダンナ教育は早朝から始められた。夜も明けぬ暗いうちに起こされ、武士の出で養子だった祖父の長秋から毎日昔の武士気質を聞かせられたという。
若い頃、女優司葉子の父・庄司繁二郎に良いことも悪いこと（遊ぶこと）もしょっちゅう連れ歩いてもらって教わったこともあり司の姉妹揃って大いに可愛がった。結婚式の際には田部が親代わりとして出席した。
竹下登元首相を何かといえば｢登、登｣と呼んでわが子同様にかわいがった。ある時竹下登の父勇造に「勇造ハン、登のことはわしに任せっさい。お前さんには任せられんケン」、「ゼネ（銭）はみんなわしが出す」などと述べたことがあったという。
趣味は美術、陶芸、囲碁、柔道。宗教は真宗。

## 家族・親族

### 田部家

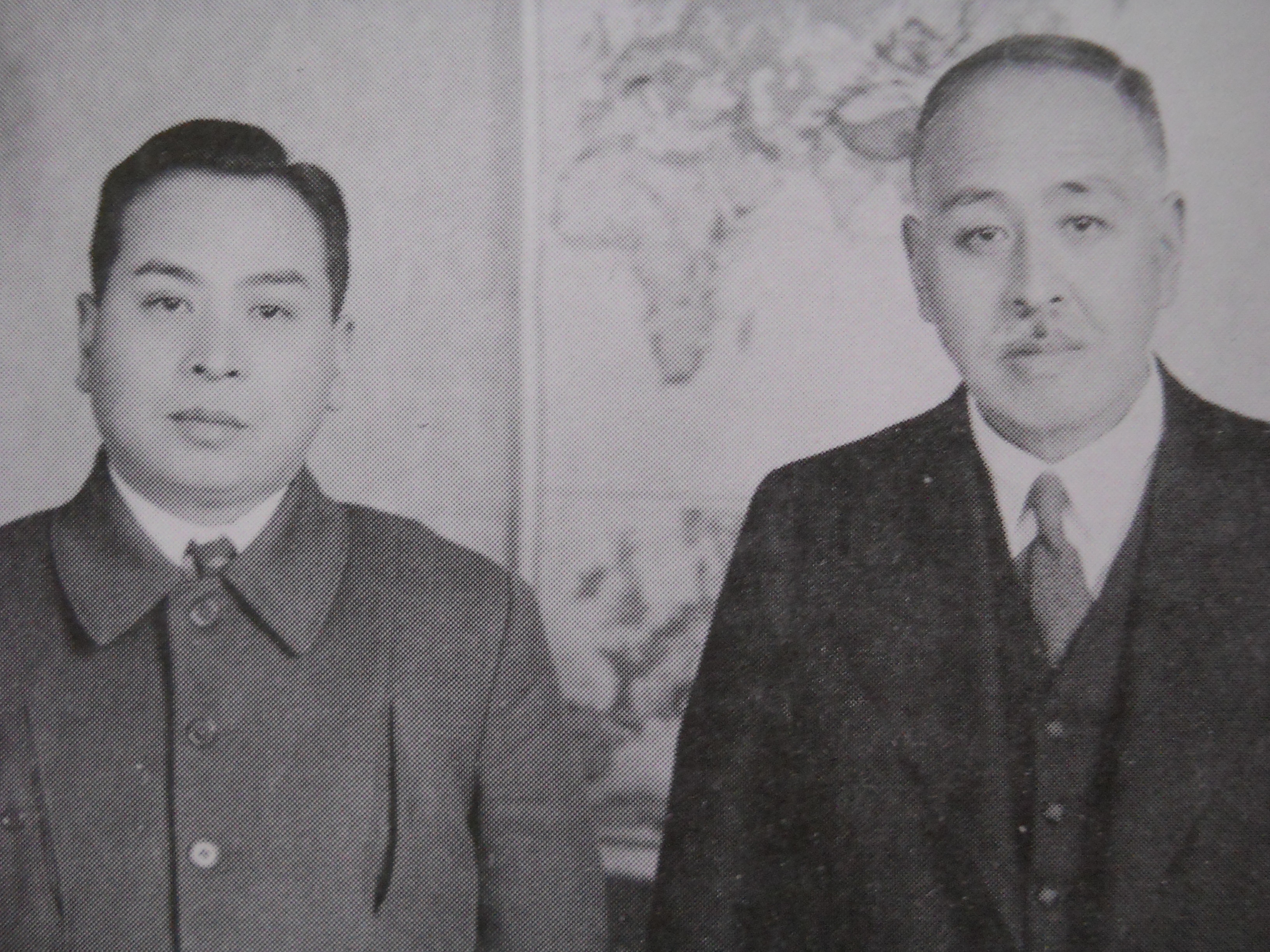
長右衛門 (23代)（左）と
父・長右衛門 (22代)（右）
（1942年）

（島根県飯石郡吉田村（現・雲南市））
遠祖は紀州熊野庄（現・和歌山県）田辺族の別派であると記録されている。文治年中源頼朝が備前、備中、備後にそれぞれ地頭職を置いたときその中に備後の周藤通資という武士がいた。田部氏はその周藤家の家臣であったと記録されており、それから200年後、田部彦左衛門という人物が鉄山業を開いて定着したという。田部家はこの彦左衛門を初代としている。
江戸時代には準武士として待遇され政治的には郷村役人よりはるかに上位にあった。田部家の黄金時代には山林25000ヘクタールをもち田地が1000ヘクタール、小作1000戸、牛馬1000頭、島根県飯石郡はその大部分が田部家の領地であるという名実ともに日本一の山林地主であった。
長右衛門 (23代)は作家の司馬遼太郎との対談の中で｢私のほうは源平時代には紀州の田辺にいて､田辺湛増の一族だったようですが､室町のころにこの出雲の吉田にうつってきたのです。私で23代になります｣､｢出雲には私の家だけじゃなくこういう仕事の家が10指を越すほどありました。それらは普通､“タタラモン”とよばれていまして､決して上品なもんじゃない｣と述べている。
- 祖父・長右衛門 (21代)（島根県、宇山数馬 (5代)の息子）
- 父・長右衛門 (22代)（島根県、宇山清左衛門 (6代)の息子）
- 妹・永津（島根県、宇山真 (8代)に嫁する）
- 妻・喬子（島根県、秦壮右衛門の長女）
- 長男・長右衛門 (24代)（実業家・元山陰中央テレビジョン放送会長）
  - 同妻・陽子（田部代表取締役社長）は鳥取・米子の実業家坂口平兵衛 (2代)（元坂口合名社長）の四女）

NHK特集『冬･奥出雲 山林大地主の村』 （1987年2月20日放送）で田部家の正月行事の模様が取り上げられた際に出演。
- 長女・容子 ‐ 実業家・元鳥取商工会議所会頭、日ノ丸総本社会長米原正博の妻
- 二女・皓子 ‐ 秦郷次郎の妻[21]（島根県、秦家養女）
- 三女（千葉県、大多和家に嫁する）
- 四女・和加子（京都府、武者小路千家宗匠千宗守 (14代)の妻、平成11年（1999）財団法人官休庵常任理事就任。和菓子、料理、着物に関する新聞、雑誌、書籍の執筆などで活躍中。）

### 宇山家
宇山家は宇多源氏佐々木氏の流れを汲むとされる（宇山氏系譜（武家家伝））

### 横山家
横山家の先祖は宇多源氏佐々木氏の流れを汲む尼子方武将だったが主家滅亡後、郷に下り妻方となる一豪族と結ばれてその妻方の姓“横山”を名乗ったという伝承がある。安来山城屋元祖与一右衛門は安来与頭､宗旨庄屋、三男の六太郎は母里藩士・桑垣六左衛門の娘婿となり、尼子の筆頭家老宇山飛騨守の名跡を興し、“清左衛門”を名乗り母里宇山家の初代となる。安来町長､県会議員等を務めた8代目栄之助は若槻禮次郎元首相と親交があり、若槻より栄之助への親書（書簡）の一つは粂一郎二男英爾方にて保存されている。

### 他家
- いとこ

田部邦之助（医師）
庄司廉（実業家）
宇山厚（外交官）
宇山真 (8代)等
- その他の親戚

司葉子（女優）
相澤英之（官僚、政治家）
木佐徳之助（実業家､政治家）
絲原武太郎（実業家､政治家）
遠藤嘉右衛門（実業家､政治家）
米原章三（実業家､政治家）等

## 関連人物
- 青木幹雄
- 石破二朗
- 亀井久興
- 坂口平兵衛 (2代)
- 佐藤栄作
- 庄司保親
- 竹下勇造
- 松平不昧
- 横山正克 - 宇山家の初代は横山家の出身である
- 大多和與四郎
- 桜井三郎右衛門